# Judith Arndt
Pour les articles homonymes, voir Arndt.
Judith Arndt née le 23 juillet 1976 à Königs Wusterhausen est une cycliste allemande, professionnelle entre 1999 et 2012, et militante lesbienne. Durant sa carrière, elle pratique le cyclisme sur route et le cyclisme sur piste, où elle compte un total de quatre titres mondiaux et trois médailles olympiques. Coureuse complète, elle se révèle être une spécialiste du contre-la-montre et des courses par étape. Elle est ainsi sacrée neuf fois championne d'Allemagne contre-la-montre, pour deux titres dans l'épreuve en ligne. En 2004, elle termine la saison numéro un mondiale. Elle a été neuf fois dans le top trois mondial à la fin de la saison. En 2008, elle remporte la Coupe du monde. On dénombre également à son palmarès deux Tours de l'Aude, deux victoires au Tour des Flandres, deux Coupes du monde cycliste féminine de Montréal, un Tour de Nuremberg, le Rotterdam Tour, le GP of Wales, deux podiums sur le Tour d'Italie et cinq sur la Flèche wallonne.

## Biographie
Judith Arndt commence le cyclisme en 1991. Dès le milieu des années 1990, elle fait partie des meilleures cyclistes sur piste, puis plus tard sur route.

### Carrière sur piste
En 1993 et 1994, Judith Arndt devient double championne d'Allemagne de poursuite individuelle chez les juniors (17/18 ans). Toujours en 1994, elle devient à Quito vice-championne du monde de cette discipline chez les juniors. En 1996, elle est deux fois championne d'Allemagne chez les élites : elle remporte la course aux points et la poursuite individuelle. En 1996, elle est sélectionnée pour participer aux Jeux olympiques d’Atlanta. Elle remporte la médaille de bronze en poursuite individuelle et termine treizième de la course aux points. En 1997, en Australie, elle devient championne du monde de poursuite. Elle remporte trois nouvelles médailles lors des trois saisons suivantes, sans toutefois pouvoir s'imposer à nouveau. En 1999 et 2000, elle ajoute deux médailles d'argent sur la course aux points, à chaque fois derrière la Française Marion Clignet. Elle fait figure de favorite pour les Jeux olympiques de 2000 à Sydney. Elle s'aligne sur trois épreuves, mais en raison d'une infection virale durant la compétition elle ne retrouve pas son meilleur niveau. Elle termine quatrième de la course aux points, sixième de la poursuite et septième du contre-la-montre. Cette dernière performance lui donne la motivation d'essayer une carrière sur route.

### Carrière sur route

#### Saison 2001

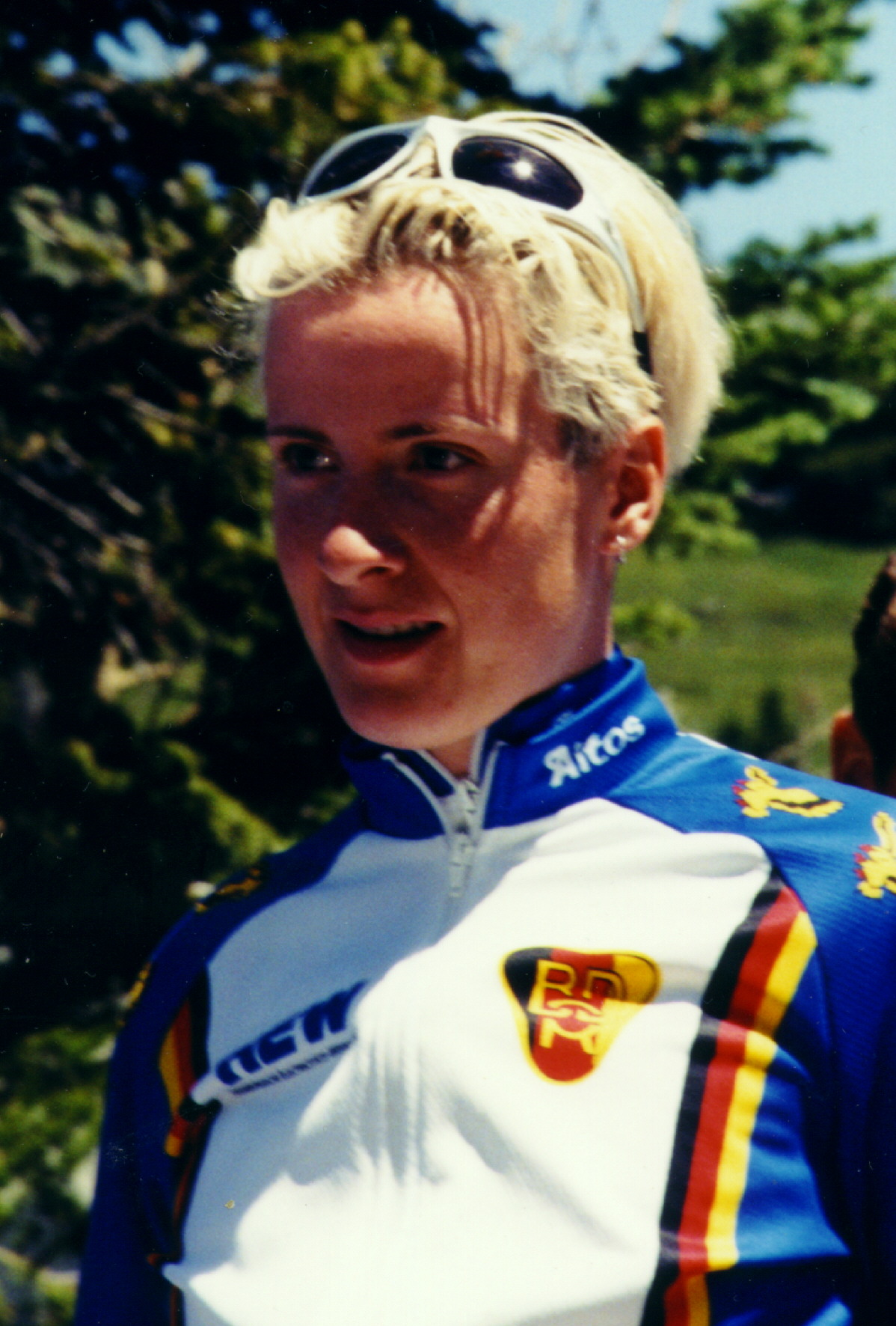
Au Women's Challenge 2001

Avec deux troisième places lors de La Grande Boucle féminine internationale (en 2001 et 2003), deux victoires au général du Tour de l'Aude (2002 et 2003) et l'argent en 2003 au championnat du monde du contre-la-montre à Hamilton (Canada), elle ne tarde pas à justifier son choix de carrière.

#### Saison 2002
En 2002, au Women's Challenge, Judith Arndt est sixième de la première étape. Elle s'impose lors de la troisième étape, qui est un contre-la-montre et devient troisième du classement général. Elle est deuxième de la cinquième étape. Sur l'étape suivante, l'équipe Saturn utilise le vent pour former une bordure. Après un gros travail de l'équipe, Arndt et Bruckner se retrouve à deux puis Bruckner laisse partir Arndt à sept kilomètres du but. Judith Arndt est première du classement général. Les dernières étapes ne modifient pas le classement général.

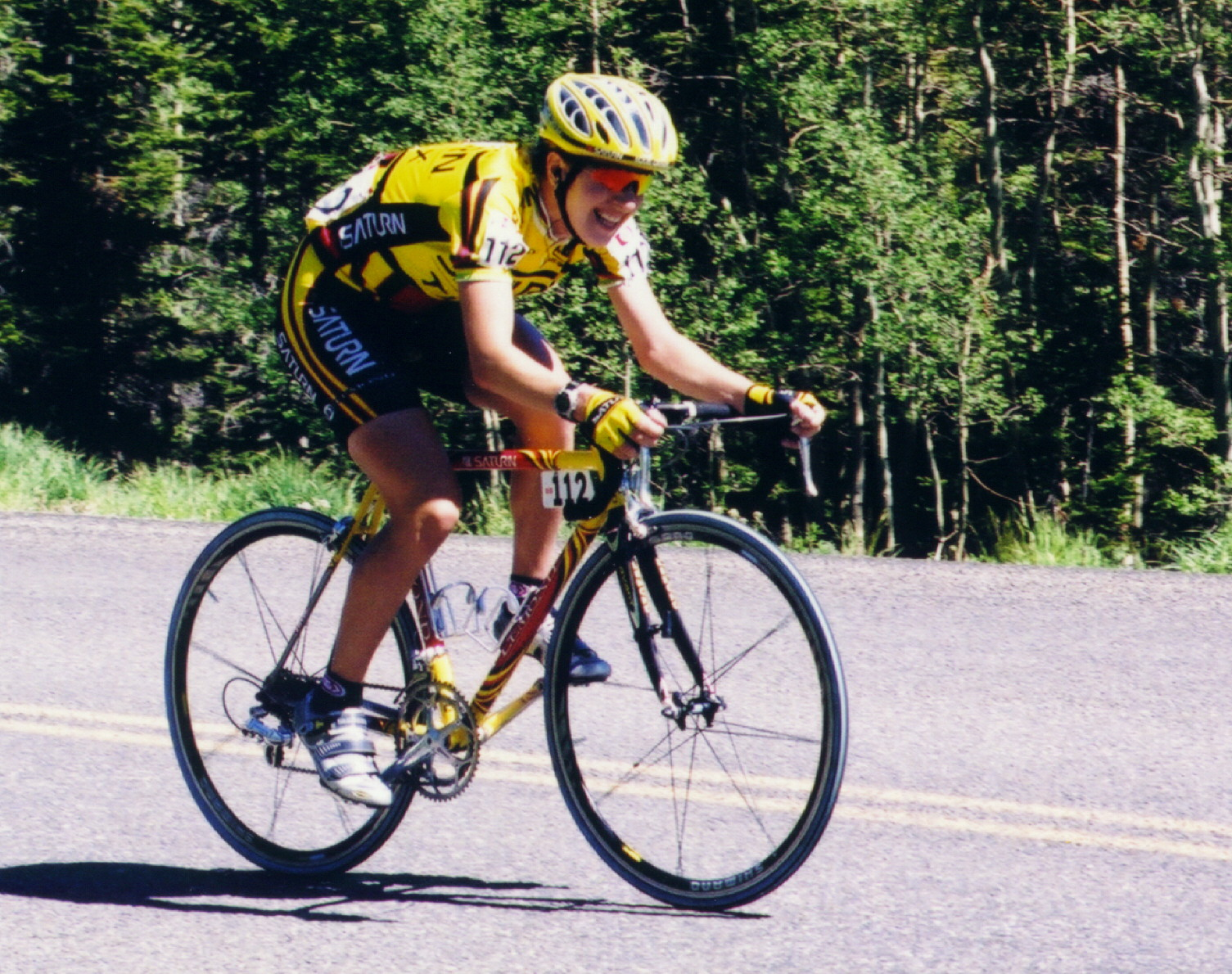
En échappée au Women's Challenge 2002

En août, elle participe à la Grande Boucle qui se dispute cette année-là en quatorze étapes. Sur la deuxième étape où se trouve de nombreux secteurs pavés, elle s'échappe à trente kilomètres de l'arrivée avec Ina-Yoko Teutenberg, Debby Mansveld et Valentina Polkhanova. Seule cette dernière parvient à suivre l'Allemande dans le final mais est défaite au sprint. Judith Arndt devient première au classement général. Elle est cinquième de la quatrième étape. Sur le contre-la-montre de l'étape suivante, elle est troisième. Dans l'étape arrivant à Courchevel, elle perd plus de six minutes sur la vainqueur d'étape Edita Pučinskaitė tout en étant septième. Le lendemain, elle est huitième et concède de nouveau près de six minutes. Elle est septième de l'étape 9a, sixième de la 9b. Elle gagne le sprint du peloton de la dixième étape pour finir deuxième. Elle est cinquième du contre-la-montre de la dernière étape et termine septième au classement général.

#### Saisons 2003 - 2005
Lors des Jeux olympiques de 2004, elle remporte la médaille d'argent sur la course en ligne, mais termine seulement onzième du contre-la-montre. Avant les Jeux, Arndt a vivement critiqué la décision de la Fédération allemande de cyclisme de ne pas sélectionner la très en forme sprinteuse Petra Rossner. Judith Arndt, qui a été battue lors d'un sprint à deux par l'Australienne Sara Carrigan a franchi la ligne avec un geste très laid, pour appuyer son mécontentement,. Plus tard, elle a présenté ses excuses pour son comportement.

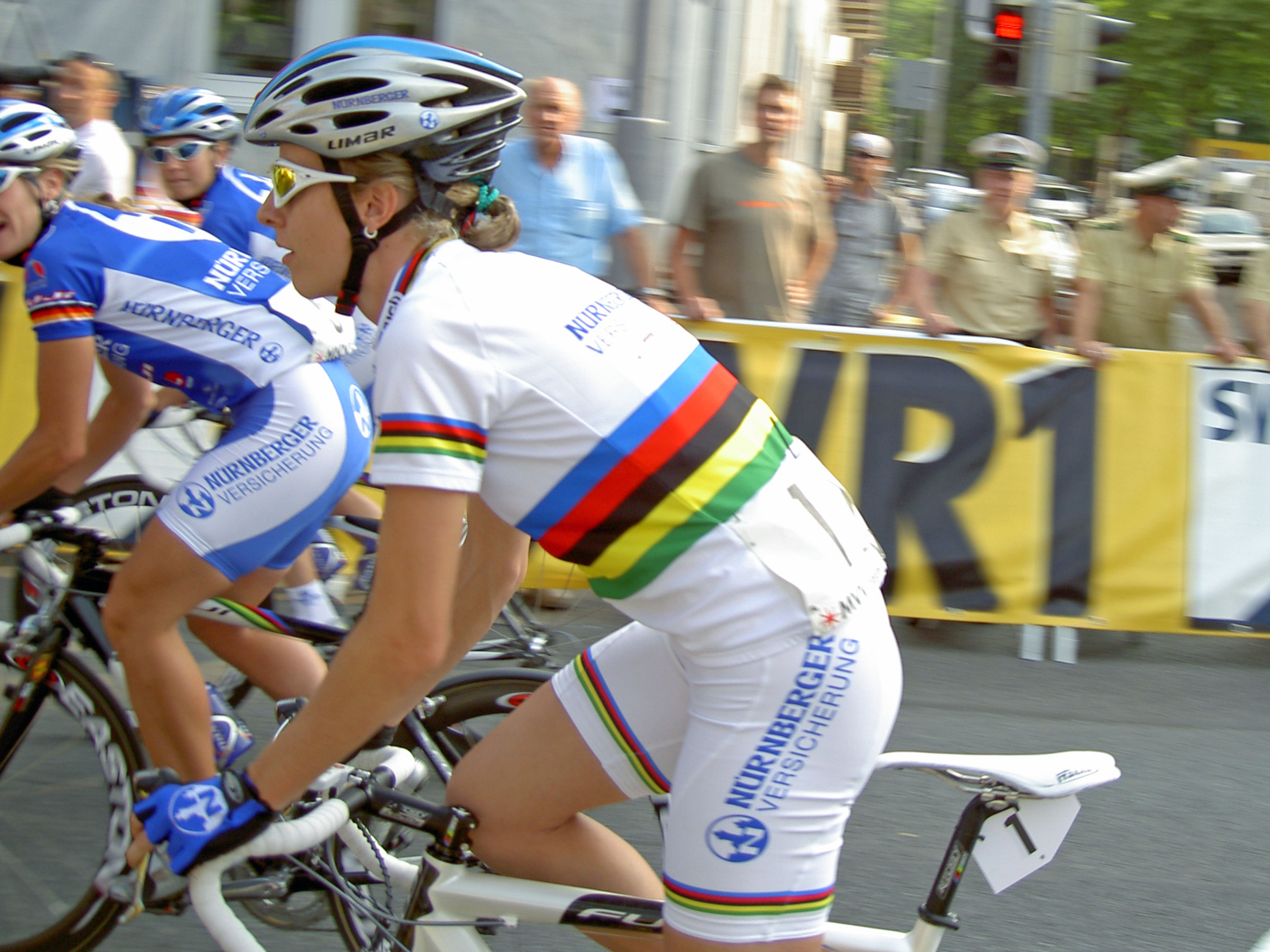
Judith Arndt arborant le maillot arc-en-ciel

Cette même année, elle se console à Vérone  en devenant pour la première fois championne du monde sur route et vice-championne du monde du contre-la-montre. À la fin de la saison, elle est numéro un mondiale au classement UCI. En 2005, Judith Arndt remporte le championnat d'Allemagne du contre-la-montre pour la sixième fois.

#### Saison 2006
En 2006, Judith Arndt rejoint l'équipe T-Mobile et doit en être la leader au côté d'Ina-Yoko Teutenberg. Sur le contre-la-montre final du Tour de Nouvelle-Zélande, Judith Arndt est troisième. Sur la troisième étape du Tour de Drenthe, Judith Arndt part en échappée avec Joanne Kiesanowski qui la bat au sprint. Elle finit neuvième du Tour des Flandres, puis deuxième de la Flèche wallonne derrière Nicole Cooke. La semaine suivante, au Tour de Berne, Judith Arndt prend la quatrième place de l'épreuve au sprint. Judith Arndt montre encore sa forme du moment au Gracia Orlova en remportant la première et la deuxième étape, en finissant cinquième de l'étape suivante, puis en gagnant le contre-la-montre de la quatrième étape et en finissant deuxième de la dernière étape. Elle remporte la course en toute logique. Au Gran Premio Castilla y León, elle se détache dans le final avec Nicole Cooke et Susanne Ljungskog. La britannique se montre la plus rapide dans la dernière ligne droite, l'Allemande est deuxième.
Le 11 mai, le Tour de l'Aude s'élance avec un contre-la-montre par équipe dans lequel la T-Mobile finit deuxième. Judith Arndt est cinquième de la deuxième étape qui est montagneuse et se dispute sous la pluie. Elle finit troisième du contre-la-montre de cinq kilomètres de l'étape suivante. Elle est alors quatrième du classement général. Le contre-la-montre de la sixième étape est long de trente-et-un kilomètres. Judith Arndt en est sixième à une minute quarante cinq de la première Priska Doppmann. Elle prend la même place sur la demi-étape qui suit. Le même jour, elle est troisième de la demi-étape suivante. Sur la très difficile neuvième étape, Judith Arndt termine septième à presque quatre minutes de la vainqueur du jour Susanne Ljungskog. Judith Arndt est finalement septième du classement général. Judith Arndt remporte fin mai la Coupe du monde cycliste féminine de Montréal en étant la plus rapide dans la dernière ascension. Le Tour du Grand Montréal débute directement après l'épreuve de coupe du monde. Sur le contre-la-montre de la première étape, elle est septième
. Sur la deuxième étape, elle gagne le sprint du peloton, mais Olivia Gollan garde quelques mètres d'avance. La dernière étape se joue au Mont Saint-Hilaire. Judith Arndt gagne l'étape et prend des bonifications au cours de l'étape. Elle est troisième du Tour à trois seconde de la vainqueur Christine Thorburn.
Au BrainWash Ladies Tour, Judith Arndt s'adjuge la dernière étape et est troisième du classement général. Au Tour de Toscane, Judith Arndt prend termine deuxième de l'étape 2a. Elle est aussi troisième de la troisième étape. Pour les championnats du monde, Judith Arndt est sélectionnée pour le contre-la-montre. Elle obtient la septième place. Judith Arndt est quatorzième de l'épreuve en ligne en queue du groupe de tête. Elle termine la saison à la cinquième place du classement UCI et à la quatrième place de la coupe du monde.

#### Saison 2007

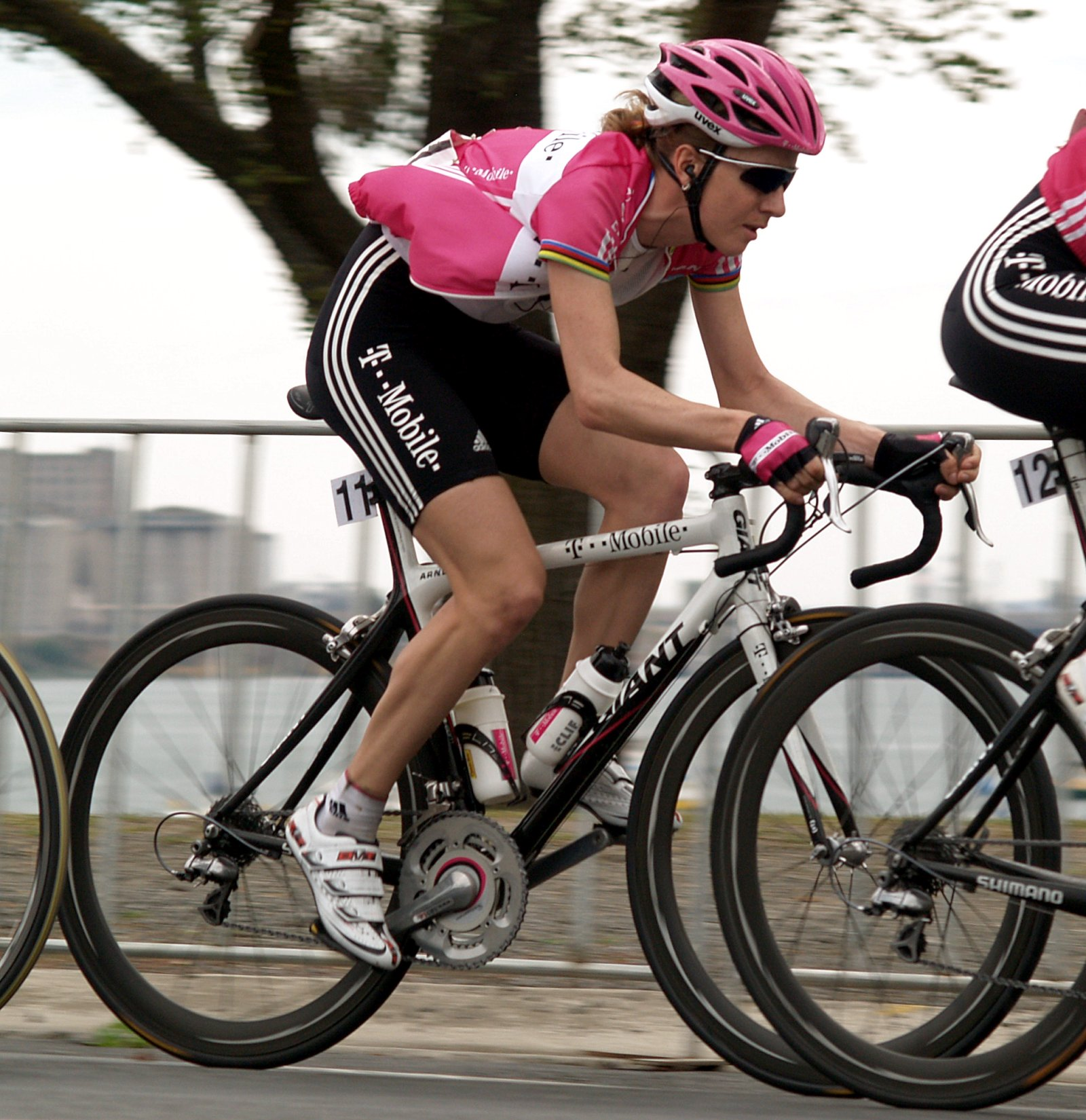
À la Geelong World Cup 2007

La saison débute au Tour de Geelong, sur la première étape contre-la-montre, Judith Arndt est quatrième,. Au classement général final, elle est troisième. Sur le Tour de Nouvelle-Zélande, Judith Arnt gagne une étape et le classement général. Sur la Flèche wallonne, Judith Arndt est troisième derrière Marianne Vos et Nicole Cooke dans le sprint en côté à Huy. En mai, à la Gracia Orlova, Judith Arndt s'impose sur la deuxième et troisième étape qui est un contre-la-montre. Elle est également quatrième de l'étape suivante. Elle remporte le classement final. Au Tour de Berne, Oenone Wood est battue par Marianne Vos pour le sprint pour la deuxième place derrière Edita Pučinskaitė après que l'équipe ait contrôler la course.
Au Tour de l'Aude, la T-Mobile remporte le contre-la-montre par équipe de la deuxième étape, Judith Arndt devient la porteuse du maillot de leader. Sur la quatrième étape, elle termine à la deuxième place du sprint du peloton. La cinquième étape est montagneuse, Arndt s'y classe quatrième et conserve sa première place au classement général. La septième étape se termine par un nouveau sprint, où Judith Arndt est deuxième derrière Marianne Vos. Sur l'étape 8a, Susanne Ljungskog s'échappe au début de l'étape et est suivie par Arndt et Trixi Worrack, la membre de l'équipe T-Mobile se montre la plus rapide et lève les bras. Elle parvient cependant pas à suivre la Suédoise et Worrack sur l'étape 8b, la première prenant le maillot de leader. Au classement final, Judith Arndt est troisième. La Coupe du Monde Cycliste Féminine de Montréal donne lieu a une course très décousue, où Judith Arnt finit troisième derrière le duo Fabiana Luperini-Mara Abbott, malgré une chute durant la course. Le Tour du Grand Montréal se dispute peu après. Le court contre-la-montre de la troisième étape permet à Judith Arndt de s'imposer. Judith Arndt finit quatrième du Tour.
Au championnat d'Allemagne sur route, Judith Arndt est battue en contre-la-montre par Hanka Kupfernagel et Charlotte Becker. Elle est cinquième de l'épreuve en ligne. Le Tour d'Italie s'élance le 6 juillet de Crocetta del Montello. Sur le contre-la-montre en côte de la troisième étape, Judith Arndt finit sixième. La cinquième étape est difficile, Judith Arndt y prend de nouveau la sixième place. Sur l'étape suivante, elle s'impose avec quelque mètres d'avance sur Giorgia Bronzini. Au classement général final, Judith Arndt est septième. Le vingtième Tour de Thuringe féminin débute par un court contre-la-montre par équipe dans lequel la T-Mobile termine à la troisième place. L'étape reine du lendemain voit les adversaires d'Emma Pooley mener rapidement une course de mouvement. Rapidement un groupe composé de douze des meilleures coureuses, dont la leader, se détache. Dans le final, Judith Arndt, accompagnée d'Amber Neben et Noemi Cantele, se détache pour gagner au sprint avec plus de six minutes d'avance sur les poursuivantes. L'Allemande devient par la même occasion leader du classement général. La sixième étape est un contre-la-montre dans lequel Amber Neben gagne du temps sur Judith Arndt et prend la tête au classement général. Judith Arndt est deuxième de la demi-étape suivante mais ne reprend que peu de temps. La dernière étape est donc le théâtre d'une âpre bataille entre les deux coureuses. Au jeu des bonifications, Judith Arndt s'impose finalement dans le même temps que l'Américaine.
Au Boels Ladies Tour, Judith Arndt est deuxième de la première étape derrière Marianne Vos. Elle remporte ensuite la deuxième étape gagnant le sprint d'un groupe de trois, quinze secondes devant le peloton. Lors de la dernière étape, un contre-la-montre, Judith Arndt termine cinquième. Elle est deuxième du Boels Ladies Tour. Le Tour de Toscane permet à l'équipe T-Mobile de s'imposer sur le contre-la-montre par équipe inaugural. Sur la deuxième étape (a), Judith Arndt termine deuxième. Sur la troisième étape, Judith Arndt est quatrième, elle gagne la cinquième étape. Judith Arndt finit troisième à cinq secondes de Noemi Cantele au classement général,. Aux championnats du monde ont lieu cette année là à Stuttgart, elle n'est sélectionnée que pour l'épreuve en ligne,. Elle termine la saison à la troisième place du classement UCI.

#### Saison 2008

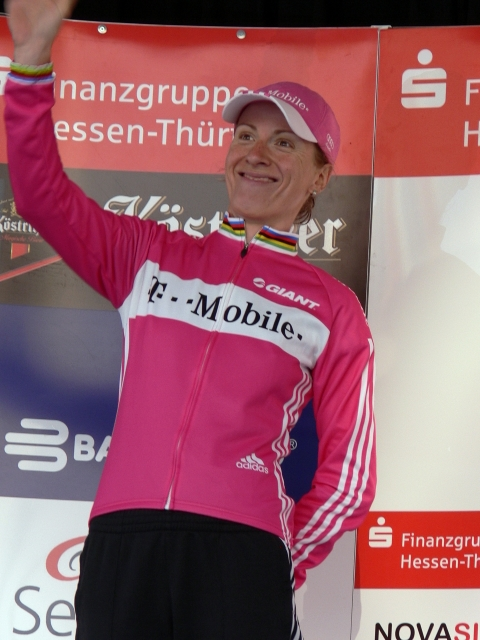
En 2007

Judith Arndt commence la saison par une quatrième place au classement général du Tour de Nouvelle-Zélande. En avril, lors du Tour des Flandres, elle se trouve dans l'échappée de quinze coureuses, puis cinq après le mur de Grammont en tête. Elle est la seule à suivre l'attaque de Kristin Armstrong dans le Bosberg avant de la battre au sprint. À la Flèche wallonne, Judith Arndt attaque au début de la montée du mur de Huy, mais est reprise par Marianne Vos qui la passe, tout comme Marta Bastianelli. L'Allemande est donc troisième. Au Tour de Berne, Judith Arndt remporte le sprint du groupe de poursuite derrière Susanne Ljungskog. Elle prend du même coup la tête du classement de la coupe du monde à sa grande surprise.
Le premier grand tour de la saison : le Tour de l'Aude cycliste féminin, s'élance mi-mai. Judith Arndt finit quatrième de la deuxième étape, une étape sélective. L'équipe est deuxième du contre-la-montre par équipe de la deuxième étape derrière l'équipe nationale néerlandaise. Cela permet toutefois à Judith Arndt de prendre la tête du classement général. Sur l'étape reine, elle perd cependant plus de quatre minutes à Susanne Ljungskog et son maillot par la même occasion. Judith Arndt remporte la dernière étape du tour en gagnant le sprint d'une échappée royale avec les quatre premières du classement général. Elle est finalement deuxième du classement général.
Le dernier jour de mai, à la Coupe du Monde Cycliste Féminine de Montréal, Judith Arndt part avec quatre autres coureuses en échappée. Dans la dernière ascension, elle distance les autres concurrentes à l'exception de Fabiana Luperini qu'elle bat au sprint. Le Tour du Grand Montréal s'élance directement après. Sur la deuxième étape, Judith Arndt part avec trois autres concurrentes en échappée puis fait le kilomètre pour s'imposer. La troisième étape est un court contre-la-montre, qu'elle remporte également et prend en même temps la tête du classement général. Sur la quatrième étape, Arndt perd son maillot de leader au profit de Suzanne De Goede. Sur l'ultime étape, Arndt attaque dans la dernière difficulté et parvient à distancer de Goede, elle s'impose par la même occasion et gagne donc le tour ainsi que trois étapes.
Sur le Tour du Trentin, Judith Arndt termine respectivement quatrième, sixième et deuxième des trois étapes. Elle finit sixième du classement général. Elle finit ensuite dixième du Tour d'Italie,. Le Tour de Thuringe fait figure en 2008 d'ultime préparation pour les jeux olympiques. Sur la troisième étape Judith Arndt est sixième et pointe à la troisième place du classement général. Le lendemain, elle s'échappe avec Trixi Worrack et Grete Treier pour revenir sur puis dépasser une autre échappée. Elle prend la deuxième place du sprint à trois derrière Grete Treier qui la devance également au classement général. Le contre-la-montre de la cinquième étape, où Judith Arndt est troisième, lui permet de prendre la tête du classement général. Sur la dernière étape, Trixi Worrack joue son va-tout pour gagner le classement général et bat au sprint Judith Arndt. Cela ne suffit cependant pas à la détrôner, Judith Arndt remporte donc le Tour de Thuringe pour la deuxième année consécutive.
Elle est sélectionnée pour les épreuves du contre-la-montre et de la route aux Jeux olympiques,. Sur la course en ligne, elle fait partie des favoris. Lorsqu'à treize kilomètres de la ligne Tatiana Guderzo place son attaque et forme un groupe d'échappée, Judith Arndt aidée de Trixi Worrack tentent de réduire l'écart. Cela n'est pas couronné de succès et Arndt finit même lâchée du peloton principal. Elle est à la sixième place de la course contre-la-montre,. Au Profile Ladies Tour, la deuxième étape est un contre-la-montre où Judith Arndt finit troisième. Le 14 septembre, sur le Tour de Nuremberg, Judith Arndt attaque à quatorze kilomètre de l'arrivée alors qu'elle se trouve dans un groupe de dix-huit coureuses. Elle s'impose seule. Sur le Tour de Toscane féminin-Mémorial Michela Fanini, l'équipe remporte le contre-la-montre par équipe. Judith Arndt est troisième de la deuxième étape et prend le maillot de leader. Elle gagne la cinquième étape et le classement général final. Elle obtient la médaille de bronze aux championnats du monde contre-la-montre. 
Sur l'épreuve en ligne, elle suit l'attaque de Marianne Vos et se trouve dans un groupe composé également de sa compatriote Trixi Worrack, de Susanne Ljungskog et Nicole Cooke. Après de nombreux démarrages de la Néerlandaise, le titre se dispute au sprint. Elle termine à la troisième place,. Elle est numéro deux au classement UCI et gagne la coupe du monde.

#### Saison 2009
La saison 2009 de Judith Arndt est marquée par les blessures à répétition. En avril, se rompt la clavicule en mars alors qu'elle s'entraîne en Australie, cela l'empêche de courir le Tour des Flandres notamment,. Mi-juin, de retour de convalescence, elle remporte trois étapes du Emakumeen Euskal Bira puis le général. Mara Abbott est troisième de la dernière étape et du général,. Au Tour du Trentin, Judith Arndt est cinquième de la deuxième étape et du classement général. Elle est deuxième des championnats d'Allemagne contre-la-montre derrière Trixi Worrack. Au Tour d'Italie, sur la première étape qui se termine en côte, Judith Arndt prend la troisième place. L'étape du lendemain est un contre-la-montre, Arndt est cinquième. Arndt est quatrième sur la troisième étape en haut du Monte Serra. Elle est alors quatrième du classement général. Sur la sixième étape, Arndt et Abbott s'échappent dans la seconde ascension avec Claudia Häusler, Nicole Brändli et Emma Pooley. Elles lâchent cette dernière dans la descente. Finalement, Judith Arndt s'impose. Le soir de cette étape, elle est deuxième du général à douze secondes de Hausler. Le lendemain, sur un final en pente, Hausler gagne le sprint devant Arndt, cela lui permet d'empocher cinq secondes de bonifications. Sur la huitième étape, Arndt chute et doit abandonner, les examens révèlent un bras cassé,.
Au Tour de Toscane féminin-Mémorial Michela Fanini, l'équipe est quatrième du contre-la-montre par équipe de la première étape. Sur la troisième étape, Judith Arndt finit respectivement troisième. Au classement général final, Arndt est septième. Elle peut participer aux championnats du monde et termine sixième de l'épreuve en ligne et quatrième du contre-la-montre sous les couleurs de l'Allemagne,. Malgré sa saison morcelée, elle finit dixième du classement UCI.

#### Saison 2010

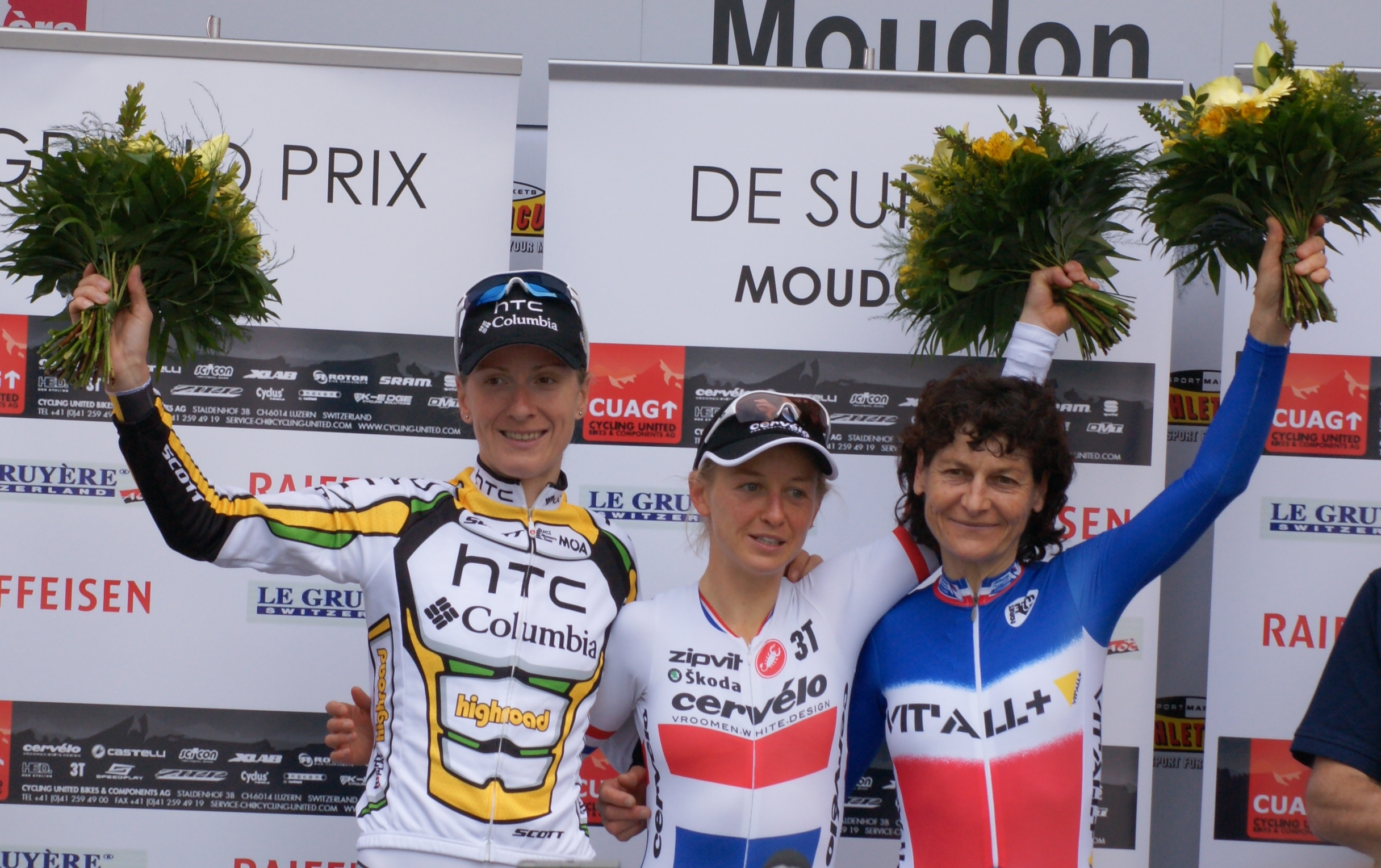
Au grand prix de Suisse 2010

Sur le Tour des Flandres, Arndt est huitième. Sur le premier GP de la Ville de Valladolid, épreuve de coupe du monde, Judith Arndt part en échappée avec Annemiek van Vleuten et Charlotte Becker à 30 km de la fin. Cette dernière s'impose au sprint, Arndt est deuxième. Au Emakumeen Euskal Bira, Judith Arndt remporte la deuxième étape et mène alors au classement général. Le lendemain, sur le contre-la-montre, elle prend la deuxième place, puis la quatrième place le surlendemain. Cependant sur la dernière étape, Judith Arndt a une défaillance et perd plus de cinq minutes et donc le tour,. Sur le Tour du Trentin, sur la troisième et dernière étape, Judith Arndt finit deuxième. Au classement général final, l'Allemande est deuxième derrière Emma Pooley. Elle remporte le titre de championne d'Allemagne contre-la-montre.
Au Tour d'Italie, Judith Arndt finit troisième du premier contre-la-montre. L'Allemande est également troisième de la cinquième étape qui se termine en côte. Elle est deuxième sur l'étape suivante. Sur la septième étape, Arndt est troisième. Au classement général l'Allemande est alors deuxième derrière Marianne Vos. L'étape du lendemain est très relevée avec l'ascension de trois cols. Arndt est de nouveaux troisième derrière Mara Abbott et Emma Pooley, ce qui lui permet de conserver sa place au classement général. Sur l'étape du Stelvio, le scénario se répète. Finalement, Judith Arndt termine deuxième. La Route de France, dernier grand tour de la saison, s'élance début août. Judith Arndt est quatrième du prologue. Sur la troisième étape, elle termine quatrième avant de remporter l'étape contre-la-montre le lendemain. Lors de la cinquième étape, elle est troisième. Au classement général, elle termine deuxième. Au GP de Plouay-Bretagne, Judith Arndt attaque à la mi-course avec Marianne Vos, Emma Johansson et Emma Pooley. Cette dernière les distance et Judith Arndt finit quatrième.
L'équipe s'impose sur le contre-la-montre par équipe du Tour de Toscane devant l'équipe Cervélo. Judith Arndt termine quatrième de la troisième étape. Lors du bref contre-la-montre qui suit, elle prend la troisième place. Elle est deuxième de la cinquième étape, ce qui lui permet de s'imposer au classement final,. Sous les couleurs de l'équipe nationale allemande Arndt termine seconde du championnat du monde de contre-la-montre, course qui lui échappe toujours. Sur la course en ligne, Arndt est cinquième. Elle est cinquième de la coupe du monde et deuxième du classement UCI.

#### Saison 2011

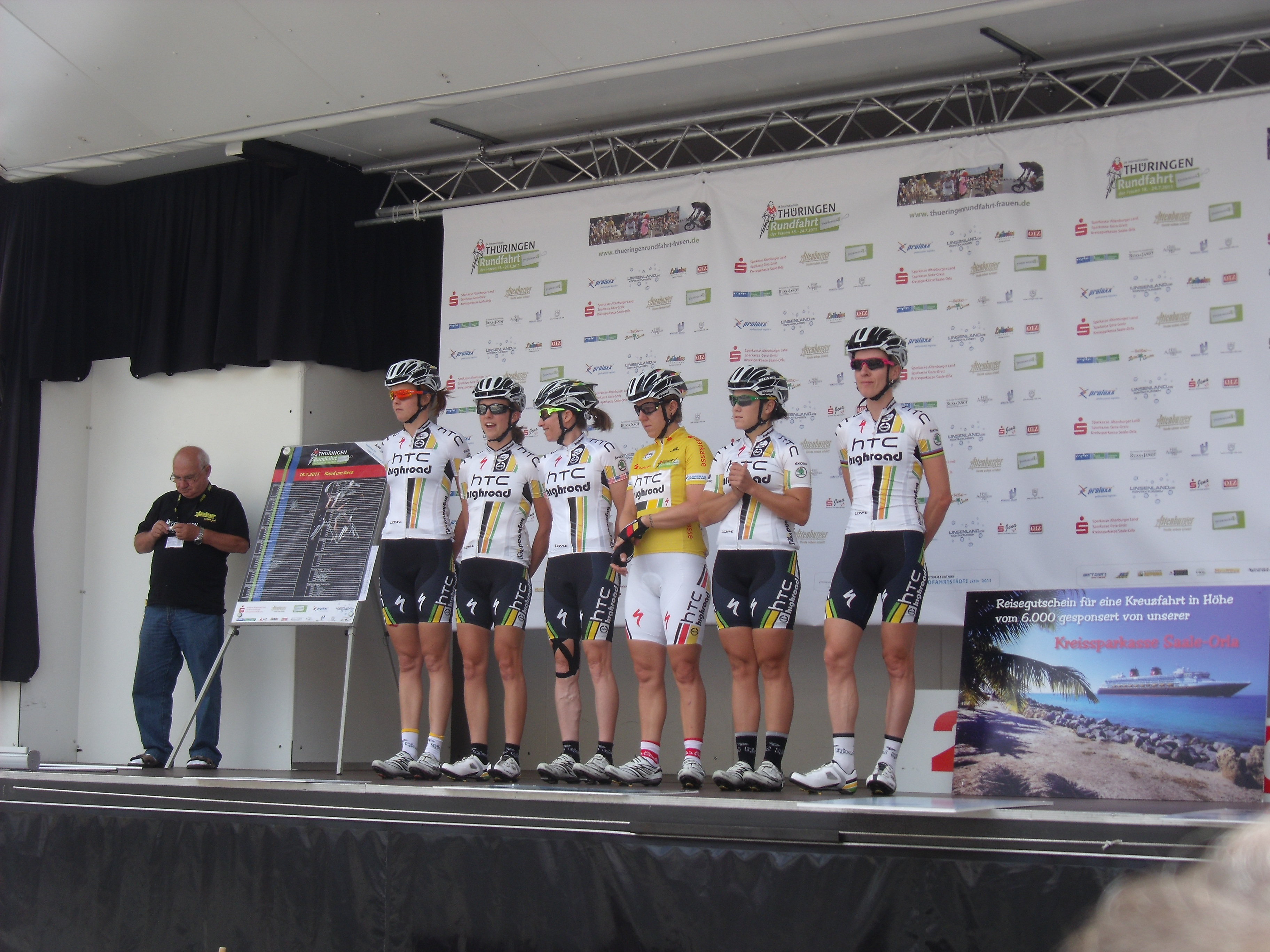
Au Tour de Thuringe 2011, Arndt est à l'extrême droite

Au Tour de Nouvelle-Zélande, Judith Arndt, lancée dans le sprint d'un groupe de sept coureuse par Amber Neben, remporte la première étape. Le lendemain, elle règle ses deux compagnons d'échappée Catherine Cheatley et Ruth Corset au sprint pour gagner l'étape. La dernière étape est marquée par de nombreuses attaques, mais Arndt parvient à garder le contrôle et remporte donc le classement général final. Au Trofeo Alfredo Binda-Comune di Cittiglio, Emma Pooley gagne nettement détachée. Judith Arndt prend la septième place du groupe de poursuite. Lors du Tour des Flandres, Arndt prend la cinquième place, soit troisième du groupe de poursuite derrière Annemiek van Vleuten et Tatiana Antoshina. Lors de la Flèche wallonne, dans la montée finale, Judith Arndt termine à la troisième place, soit son cinquième podium sur la course.
En juin, sur le GP de la Ville de Valladolid, Judith Arndt suit la bonne échappée dans le final et prend la quatrième place du sprint final. Ensuite, pour le Tour du Trentin, sur la deuxième étape, à la faveur d'une ascension, Judith Arndt s'isole une première fois avec Emma Johansson, Tatiana Guderzo et Rossella Callovi. Par la suite, Emma Pooley revient de l'arrière et attaque. Elle est reprise par Guderzo et Arndt. Cette dernière place une attaque dans les derniers mètres de l'épreuve pour s'imposer et prendre la tête du classement général. Enfin, lors de la dernière étape, Teutenberg emmène au sprint Arndt qui termine à la seconde place derrière Johansson, elle s'impose également sur le classement général final. Elle se dit très satisfaite de sa prestation en vue du Tour d'Italie. Sur les championnats nationaux, Judith Arndt gagne en Allemagne en contre-la-montre pour la huitième fois, tandis qu'Ina Teutenberg s'impose sur la route devant la même Arndt. Teutenberg a attaqué au bout de trois tours avant de se faire rejoindre par sa coéquipière, ensemble elles bouclent le reste de la course et termine avec quasiment cinq minutes d'avance sur leurs poursuivantes. Début juillet, l'équipe arrive avec de grandes ambitions sur le Tour d'Italie. Lors de la deuxième étape, Judith Arndt perd plus de trois minutes. Sur la troisième étape, Arndt finit troisième. Elle pointe alors à la huitième place du classement général. La septième étape monte le redouté Mortirolo. Judith Arndt prend la quatrième place à un peu plus d'une minute de la vainqueur du jour et maillot rose Marianne Vos qui devance Emma Pooley. La coureuse de HTC-Highroad fait également une remontée à la même place au classement général. Sur la huitième étape, le scénario de la veille se répète, Emma Pooley gagne cette fois l'étape avec Vos dans sa roue, Arnt est quatrième. La neuvième étape est remportée par Vos suivie par Pooley, Arndt est troisième. La dernière étape est un contre-la-montre où Judith Arndt finit quatrième. Au classement général, Arndt monte sur la troisième place du podium.
Le Tour de Thuringe a lieu fin juillet. Lors de la quatrième étape, Emma Pooley s'impose en solitaire avec plus d'une minute d'avance sur Judith Arndt. Le contre-la-montre de la cinquième étape est remporté par cette dernière le jour de son anniversaire. Cette place lui permet de prendre le maillot jaune pour trois seconde sur Johansson. La dernière étape voit Armitstead battre au sprint Arndt, toutes deux échappées à quelques secondes du peloton. Judith Arndt est treizième du classement final. Fin juillet, l'équipe remporte le contre-la-montre par équipe de Vårgårda avec plus d'une minute d'avance sur l'équipe AA Drink. L'équipe est constituée de Arndt, Becker, Neben et Van Dijk,. Au Grand Prix de Plouay, Judith Arndt est septième. Dans le cadre de la préparation pour le championnat du monde contre-la-montre, Judith Arndt gagne le Chrono champenois. Sur le Tour de Toscane féminin-Mémorial Michela Fanini, l'équipe confirme sa domination sur le contre-la-montre par équipe. La composition est alors : Stacher Arndt, Miller, Hosking, Colclough, Teuteberg et Becker,. Lors de la troisième étape, Ina-Yoko Teutenberg assure un train élevé dans la dernière ascension, ce qui permet à Arndt de se détacher dans les ultimes kilomètres et de lever les bras. Arndt gagne dans le chrono. Elle abandonne sur la cinquième étape,. En fin de saison, Judith Arndt gagne, enfin, à 35 ans le titre de champion du monde contre-la-montre[réf. souhaitée]. Elle est quatrième de la coupe du monde et troisième du classement UCI.

#### Saison 2012

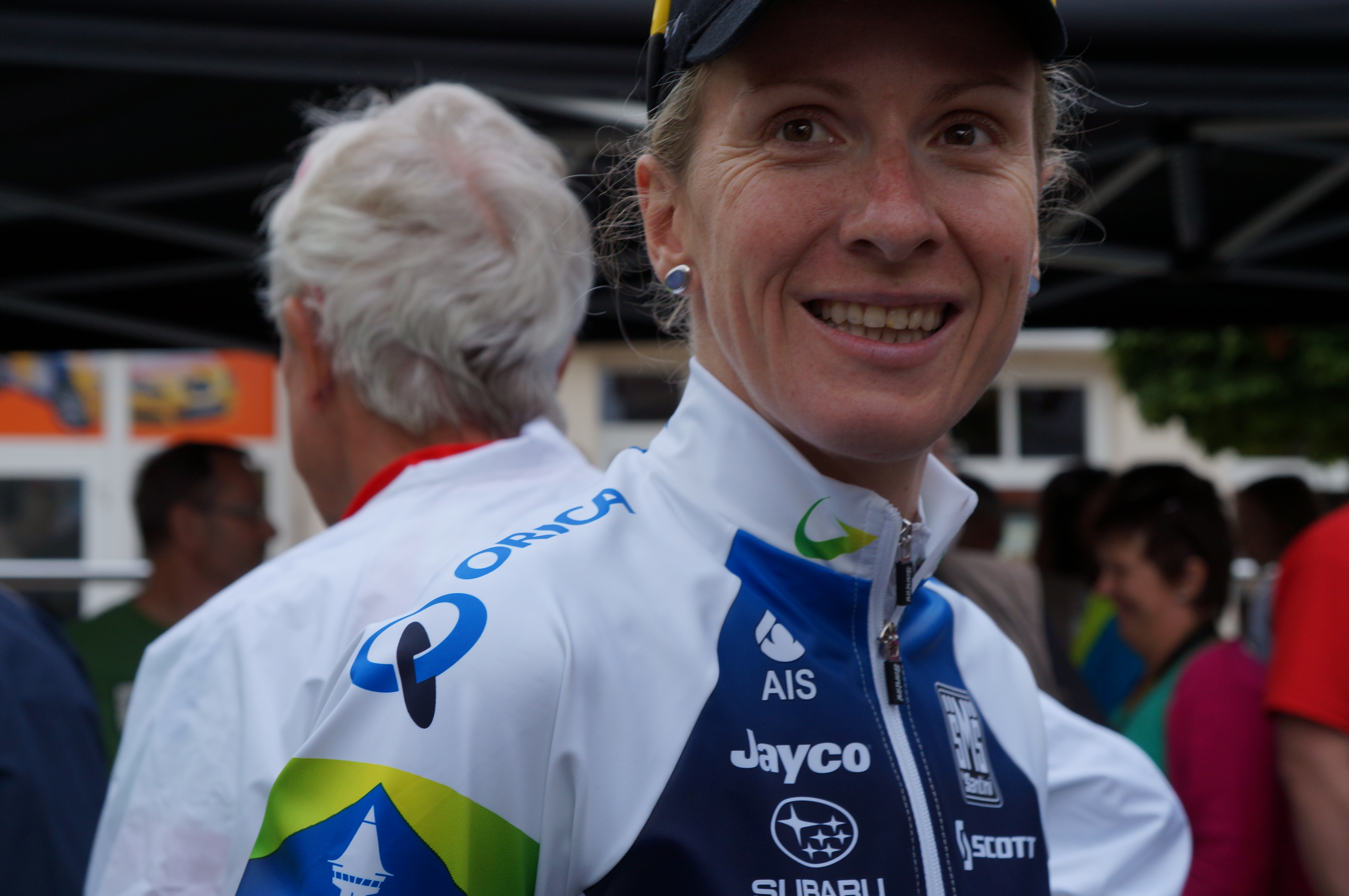
Au Tour de Thuringe 2012

En 2012, elle rejoint la nouvelle équipe australienne Orica-AIS. Au Tour des Flandres, elle suit l'attaque Kristin Armstrong au pied du vieux Kwaremont. Finalement, l'Américaine est battue au sprint par l'Allemande comme quatre ans auparavant,. Elle est sixième de la Flèche wallonne. Elle se classe troisième de Durango-Durango Emakumeen Saria, Emma Pooley et Charlotte Becker s'étant échappées. Sur l'Emakumeen Euskal Bira, elle se classe deuxième du contre-la-montre de la troisième étape derrière Linda Villumsen ce qui lui permet de revenir à une seconde de la leader du classement général Emma Pooley. Sur la dernière étape, elle suit le groupe de tête qui distance la Britannique. Elle remporte donc l'épreuve pour la deuxième fois. Au Tour du Trentin, elle se classe deuxième sur le contre-la-montre en côte de la dernière étape. Ayant perdu beaucoup de temps lors de la première étape, elle n'est que treizième au classement général. Elle remporte les deux titres de championne d'Allemagne de la course en ligne et du contre-la-montre. Elle s'adjuge le Tour de Thuringe féminin. Elle dispute ses cinquièmes Jeux olympiques, à Londres, et y obtient la médaille d'argent du contre-la-montre. Elle finit à la deuxième place de la Coupe du monde. Elle met fin à sa carrière à l'issue des championnats du monde sur route, lors desquels elle décroche la médaille d'or du contre-la-montre, et la médaille d'argent du nouveau championnat du monde du contre-la-montre par équipes. Elle termine huitième du championnat du monde sur route, sa dernière course. Elle souhaite à l'avenir vivre et étudier en Australie.

## Vie privée
Judith Arndt déclare publiquement son homosexualité en 1996,. Elle rencontre la cycliste Petra Rossner en 1995. Elles vivent ensemble à partir de 2000. Elles sont ambassadrices des Gay Games en 2005. Elles courent dans l'équipe Saturn ensemble en 2002, puis dans l'équipe Nürnberger Versicherung entre 2003 et 2004. En 2005, Petra devient directrice sportive dans la même équipe. En 2007, elle devient directrice sportive de la T-Mobile où court Judith et y reste jusqu'en 2009. Elles vivent ensemble jusqu'en 2010. Judith Arndt se met alors en couple avec Anna Wilson, une autre cycliste. Elles avaient été ensemble dans l'équipe Saturn en 2002, puis dans l'équipe T-Mobile en 2007.

## Palmarès

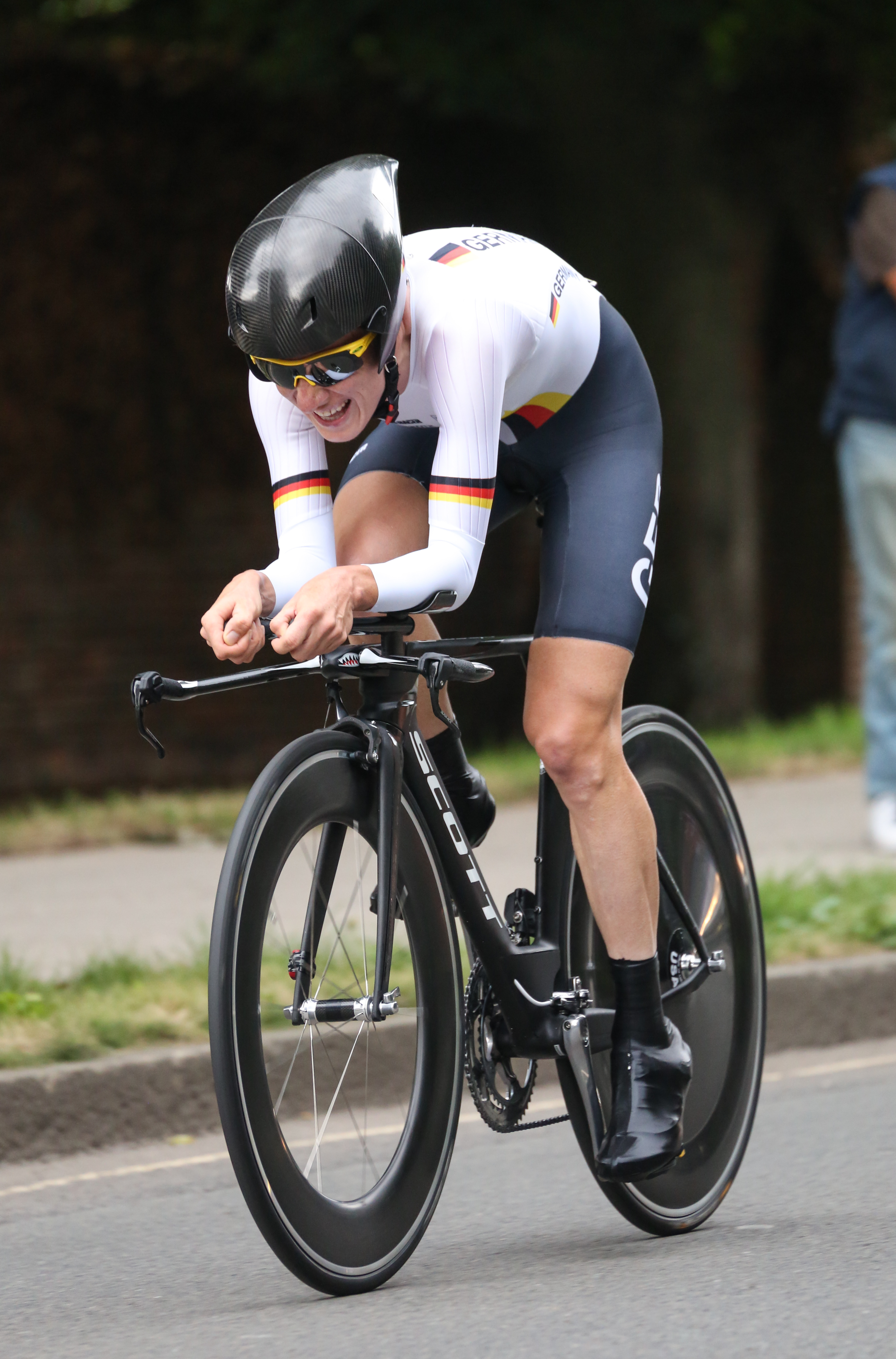
Aux Jeux olympiques de Londres.

### Route
| - 1994 - 5e du championnat du monde sur route juniors - 1995 - Driedaagse van Pattensen : - Classement général - 2ea étape (contre-la-montre) - 2e du championnat d'Allemagne de contre-la-montre - 2e de Gracia Orlova - 3e du Krasna Lipa Tour - 1996 - 2e du championnat d'Allemagne de contre-la-montre - 2e du Tour de Bretagne - 1997 - 2e du championnat d'Allemagne de contre-la-montre - Médaillée de bronze du championnat du monde du contre-la-montre - 3e du championnat d'Allemagne sur route - 1998 - Championne d'Allemagne du contre-la-montre - GP de la Mutualité de la Haute-Garonne : - Classement général - 4e étape - 2e du championnat d'Allemagne sur route - 8e du championnat du monde du contre-la-montre - 1999 - Championne d'Allemagne du contre-la-montre - Tour de Bretagne : - Classement général - 3e étape - Eurosport Tour : - Classement général - 4e étape - 1re étape du Holland Ladies Tour - 2e du Holland Ladies Tour - 2e du Trophée International de Saint-Amand-Montrond - 2e du GP de la Mutualité de la Haute-Garonne - 6e du championnat du monde du contre-la-montre - 2000 - 7e du contre-la-montre des Jeux olympiques de Sydney - 9e du championnat du monde du contre-la-montre - 2001 - Championne d'Allemagne du contre-la-montre - Rotterdam Tour - Gracia Orlova : - Classement général - 3e et 4e étapes - 9e étape du Tour de l'Aude - 2e étape du Women's Challenge - Tour de Bretagne : - Classement général - 6e étape - 3e étape du Tour de Majorque - 2e du Classement général de la coupe du monde - 2e du Tour de l'Aude - 2e du Tour de Thuringe - 2e du Women's Challenge - 3e du championnat d'Allemagne sur route - 3e de la Grande Boucle féminine internationale - 4e du championnat du monte sur route - 5e du championnat du monde du contre-la-montre - 2002 - Championne d'Allemagne sur route - 2e étape sur La Grande Boucle féminine internationale - Women's Challenge : - Classement général - 3e et 6e étapes - Tour de Snowy - Redlands Bicycle Classic : - Classement général - 3e et 5e étapes - Tour de l'Aude : - Classement général - 6e étape (contre-la-montre) - 5e étape de la Vuelta Castilla y León - 2e de la Vuelta Castilla y León - 3e du classement général de la coupe du monde - 3e du Tour de Nuremberg - 5e de la coupe du monde de Montréal - 9e du championnat du monde du contre-la-montre - 2003 - Championne d'Allemagne du contre-la-montre - Tour de l'Aude - 7e, 10e et 13e étapes (contre-la-montre) de La Grande Boucle féminine internationale - 3e et 4e étape de Gracia Orlova - GP féminin du Canada : - Classement général - 3e étape - Médaillée d'argent du championnat du monde du contre-la-montre - 2e du Grand Prix de Plouay - 2e de Gracia Orlova - 3e de la Classement général de la coupe du monde - 3e de la Coupe du monde cycliste féminine de Montréal - 3e de la Geelong World Cup - 3e de la Liberty Classic - 3e de la Grande Boucle féminine internationale - 8e du championnat du monde sur route - 8e de l'Amstel Gold Race - 2004 - Championne du monde sur route - Championne d'Allemagne du contre-la-montre - Tour du Grand Montréal : - Classement général - 3e étape - Médaillée d'argent de la course en ligne des Jeux olympiques sur route d'Athènes - Médaillée d'argent du championnat du monde du contre-la-montre - 2e de la Coupe du monde cycliste féminine de Montréal - 2e du Tour de l'Aude - 2e du Tour de Thuringe - 2e du Gran Premio Castilla y Leon - 2e du LuK Challenge (contre-la-montre avec Petra Rossner) - 5e de la Flèche wallonne - 2005 - Championne d'Allemagne du contre-la-montre - Grand Prix of Wales - Gracia Orlova : - Classement général - 1re et 3e (contre-la-montre) étapes - 4e étape du Tour de Nouvelle-Zélande (contre-la-montre) - Vuelta Castilla y Leon : - Classement général - 1re étape - 3e (contre-la-montre) et 4e étapes du Tour de Feminin - Krásná Lípa - LuK Challenge (contre-la-montre avec Trixi Worrack) - 2e du Gran Premio Castilla y León - 3e de la Coupe du monde de cyclisme sur route féminine - 3e de la Flèche wallonne - 3e de la Novilon Euregio Cup - 3e du Tour du Trentin - 3e du Geelong Tour - 3e du Tour de Thuringe - 4e du championnat du monde du contre-la-montre - 7e de la Coupe du monde cycliste féminine de Montréal - 2006 - Coupe du monde cycliste féminine de Montréal - Gracia Orlova : - Classement général - 1re, 2e et 4e (contre-la-montre) étapes - 4e étape du Tour du Grand Montréal - 6e étape du Holland Ladies Tour - 2e de la Geelong World Cup - 2e du GP Castilla y Leon - 2e de la Flèche wallonne - 3e du Tour du Grand Montréal - 3e du Holland Ladies Tour - 4e de la Classement général de la coupe du monde - 4e du Tour de Berne - 5e de L'Heure d'Or Féminine - 7e du championnat du monde du contre-la-montre - 9e du Tour des Flandres | - 2007 - Coupe d'Allemagne - Tour de Thuringe : - Classement général - 4e étape - Gracia Orlova : - Classement général - 2e et 3e (contre-la-montre) étapes - Tour de Nouvelle-Zélande : - Classement général - 4e étape - 3e étape (contre-la-montre) du Tour du Grand Montréal - 6e étape du Tour d'Italie - 2e (contre-la-montre par équipes) et 8ea étapes du Tour de l'Aude - 2e étape du Holland Ladies Tour - 5e étape du Tour de Toscane féminin-Mémorial Michela Fanini - 2e du Holland Ladies Tour - 3e du championnat d'Allemagne du contre-la-montre - 3e du Tour de l'Aude - 3e du Tour de Toscane féminin-Mémorial Michela Fanini - 3e de la Flèche wallonne - 3e du Geelong Tour - 3e de la Coupe du monde cycliste féminine de Montréal - 2008 - Classement général de la coupe du monde - Vainqueur de la Coupe d'Allemagne - Tour des Flandres - Coupe du monde cycliste féminine de Montréal - Tour du Grand Montréal : - Classement général - 2e, 3e (contre-la-montre) et 5e étapes - Tour de Nuremberg - Tour de Thuringe - Tour de Toscane féminin-Mémorial Michela Fanini - Classement général - 1re (contre-la-montre par équipes) et 5e étapes - 9e étape du Tour de l'Aude - 2e du championnat d'Allemagne du contre-la-montre - 2e du Tour de Berne - 2e du Tour de l'Aude - Médaillée de bronze du championnat du monde sur route - Médaillée de bronze du championnat du monde du contre-la-montre - 3e de la Flèche wallonne - 3e du Grand Prix de la côte étrusque (GP Comuni Castellina Marittima - Santa Luce) - 4e du Grand Prix de Plouay - 6e du contre-la-montre aux Jeux olympiques de Pékin - 8e de la course en ligne de l'Open de Suède Vårgårda - 2009 - Iurreta-Emakumeen Bira : - Classement général - 1re, 3ea (contre-la-montre) et 4e étapes - 6e étape du Tour d'Italie - 2e de Durango-Durango Emakumeen Saria - 2e du championnat d'Allemagne du contre-la-montre - 4e du championnat du monde du contre-la-montre - 6e du championnat du monde sur route - 2010 - Championne d'Allemagne du contre-la-montre - 2e étape de l'Iurreta-Emakumeen Bira - 4e étape de la Route de France (contre-la-montre) - Tour de Toscane féminin-Mémorial Michela Fanini : - Classement général - 1re étape (contre-la-montre par équipes) - Médaillée d'argent du championnat du monde du contre-la-montre - 2e du Tour d'Italie - 2e du championnat d'Allemagne sur route - 2e du GP de Suisse-Souvenir Magali Pache - 2e du GP de Valladolid - 2e de la Route de France - 2e du Tour du Trentin-Haut-Adige-Tyrol-du-Sud - 2e du Chrono champenois - 2e du contre-la-montre par équipes de l'Open de Suède Vårgårda - 3e de l'Iurreta-Emakumeen Bira - 4e du Grand Prix de Plouay - 5e du championnat du monde sur route - 5e du Classement général de la coupe du monde - 8e du Trofeo Alfredo Binda-Comune di Cittiglio - 8e du Tour des Flandres - 9e de la Flèche wallonne - 2011 - Championne du monde du contre-la-montre - Championne d'Allemagne du contre-la-montre - 4e étape de la Jayco Bay Cycling Classic - Tour de Nouvelle-Zélande : - Classement général - 1re et 2e étapes - Prologue (contre-la-montre par équipes) et 5e étape (contre-la-montre) du Tour de Thuringe - Contre-la-montre par équipes de l'Open de Suède Vårgårda - Tour du Trentin : - Classement général - 2e étape - 2e étape du Trophée d'Or féminin (contre-la-montre par équipes) - Memorial Davide Fardelli (contre-la-montre) - Chrono champenois (contre-la-montre) - 1re (contre-la-montre par équipes), 3e et 4eb (contre-la-montre) étapes du Tour de Toscane - 2e du Grand Prix Elsy Jacobs - 2e du Grand Prix Nicolas Frantz - 2e du championnat d'Allemagne sur route - 3e de Durango-Durango Emakumeen Saria - 3e de l'Iurreta-Emakumeen Bira - 3e de la Flèche wallonne - 3e du Tour d'Italie - 4e du Classement général de la coupe du monde - 4e du Grand Prix de la Ville de Valladolid - 5e du Tour des Flandres - 7e du Trofeo Alfredo Binda-Comune di Cittiglio - 7e du Grand Prix de Plouay - 9e de la course en ligne de l'Open de Suède Vårgårda - 2012 - Championne du monde du contre-la-montre - Championne d'Allemagne sur route - Championne d'Allemagne du contre-la-montre - Santos Women's Tour : - Classement général - 2e étape - Tour du Qatar - 3e étape du Tour de Nouvelle-Zélande - Tour des Flandres - Iurreta-Emakumeen Bira - Tour de Thuringe - Médaillée d'argent du contre-la-montre aux Jeux olympiques - Médaillée d'argent au championnat du monde du contre-la-montre par équipes - 2e de la Coupe du monde - 2e du contre-la-montre par équipes de l'Open de Suède Vårgårda - 3e de Durango-Durango Emakumeen Saria - 3e du BrainWash Ladies Tour - 4e du Trofeo Alfredo Binda-Comune di Cittiglio - 6e de la Flèche wallonne - 8e du championnat du monde sur route - 10e du Grand Prix de Plouay |

### Piste
| - 1993 - Championne d'Allemagne juniors de poursuite - 1994 - Championne d'Allemagne juniors de poursuite - 2e du championnat du monde juniors de poursuite - 2e du championnat d'Allemagne juniors de course aux points - 1995 - 2e du championnat d'Allemagne de poursuite - 1996 - Championne d'Allemagne de poursuite - Championne d'Allemagne de course aux points - 3e de la poursuite individuelle des jeux olympiques d'Atlanta - 1997 - Championne du monde de poursuite - 1998 - 1re de la course aux points à Berlin - 3e du championnat du monde de poursuite - 3e de la poursuite à Berlin | - 1999 - Championne d'Allemagne de poursuite - 2e du championnat du monde de poursuite - 2e du championnat du monde de course aux points - 2000 - Championne d'Allemagne de poursuite - Championne d'Allemagne de course aux points - 2e du championnat du monde de poursuite - 2e du championnat du monde de course aux points - 2001 - 2e du championnat d'Allemagne de course aux points - 2011 - 3e du championnat d'Allemagne d'omnium |

### Manches de Coupe du monde
Légende: pdc indique que la course n'a pas eu lieu ou ne faisait alors pas partie de la coupe du monde. Un "-" indique une non participation ou que Judith Arndt était au-delà de la dernière place classée.
| Année | Australia World Cup | New Zealand World Cup | Primavera Rosa | Flèche wallonne | Grand Prix Suisse féminin | GP Castilla y León | Coupe du monde cycliste féminine de Montréal | Liberty Classic | Trophée International | Grand Prix de Plouay | Ladies Tour Beneden-Maas, Lowland International Rotterdam Tour |
| ----- | ------------------- | --------------------- | -------------- | --------------- | ------------------------- | ------------------ | -------------------------------------------- | --------------- | --------------------- | -------------------- | -------------------------------------------------------------- |
| 1998  | -                   | -                     | pdc            | pdc             | 23e                       | pdc                | -                                            | -               | -                     | pdc                  | -                                                              |
| 1999  | -                   | -                     | -              | -               | -                         | pdc                | -                                            | -               | 2e                    | pdc                  | 39e                                                            |
| 2000  | -                   | -                     | -              | -               | ?                         | pdc                | -                                            | -               | pdc                   | pdc                  | -                                                              |
| 2001  | -                   | -                     | -              | 11e             | 27e                       | pdc                | -                                            | -               | -                     | pdc                  | vainqueur                                                      |
| 2002  | 12e                 | -                     | -              | 28e             | 25e                       | -                  | 5e                                           | pdc             | pdc                   | 12e                  | 57e                                                            |

| Année | Australia World Cup | New Zealand World Cup | Primavera Rosa | Ronde van Drenthe | Tour des Flandres | Amstel Gold Race | Flèche wallonne | Tour de Berne | GP Castilla y León | Coupe du monde cycliste féminine de Montréal | Open de Suède Vårgårda | L'Heure D'Or Féminine | GP of Wales | Grand Prix de Plouay | Lowland International Rotterdam Tour | Tour de Nuremberg |
| ----- | ------------------- | --------------------- | -------------- | ----------------- | ----------------- | ---------------- | --------------- | ------------- | ------------------ | -------------------------------------------- | ---------------------- | --------------------- | ----------- | -------------------- | ------------------------------------ | ----------------- |
| 2003  | 3e                  | pdc                   | 14e            | pdc               | pdc               | 8e               | 19e             | pdc           | 11e                | 3e                                           | pdc                    | pdc                   | pdc         | 2e                   | -                                    | -                 |
| 2004  | -                   | pdc                   | -              | pdc               | -                 | pdc              | 5e              | pdc           | -                  | 2e                                           | pdc                    | pdc                   | pdc         | -                    | -                                    | 22e               |
| 2005  | -                   | 18e                   | 11e            | -                 | 37e               | pdc              | 3e              | pdc           | 2e                 | 7e                                           | pdc                    | pdc                   | Vainqueur   | -                    | -                                    | -                 |
| 2006  | -                   | 25e                   | pdc            | pdc               | 9e                | pdc              | 2e              | 4e            | 2e                 | Vainqueur                                    | 67e                    | 5e                    | pdc         | -                    | 22e                                  | 39e               |
| 2007  | -                   | pdc                   | pdc            | -                 | 35e               | pdc              | 3e              | -             | pdc                | 3e                                           | 15e                    | pdc                   | pdc         | -                    | pdc                                  | 75e               |

| Année | Australia World Cup | Trofeo Alfredo Binda-Comune di Cittiglio | Ronde van Drenthe | Tour des Flandres | Flèche wallonne | Tour de Berne | Grand Prix de la Ville de Valladolid | Coupe du monde cycliste féminine de Montréal | Tour de l'île de Chongming | Open de Suède Vårgårda TTT | Open de Suède Vårgårda | Grand Prix de Plouay | Tour de Nuremberg |
| ----- | ------------------- | ---------------------------------------- | ----------------- | ----------------- | --------------- | ------------- | ------------------------------------ | -------------------------------------------- | -------------------------- | -------------------------- | ---------------------- | -------------------- | ----------------- |
| 2008  | -                   | 24e                                      | 14e               | Vainqueur         | 3e              | 2e            | pdc                                  | Vainqueur                                    | pdc                        | -                          | 8e                     | 4e                   | Vainqueur         |
| 2009  | pdc                 | -                                        | -                 | -                 | -               | -             | -                                    | 23e                                          | pdc                        | -                          | 42e                    | -                    | 61e               |
| 2010  | pdc                 | 8e                                       | -                 | 8e                | 9e              | pdc           | 2e                                   | pdc                                          | 73e                        | 2e                         | pdc                    | 4e                   | pdc               |
| 2011  | pdc                 | 7e                                       | 32e               | 5e                | 3e              | pdc           | 4e                                   | pdc                                          | 53e                        | Vainqueur                  | 9e                     | 7e                   | pdc               |
| 2012  | pdc                 | 4e                                       | 11e               | Vainqueur         | 6e              | pdc           | pdc                                  | pdc                                          | 76e                        | 2e                         | 14e                    | 10e                  | pdc               |

### Championnats
|  | Année                                     | 1995 | 1996 | 1997 | 1998 | 1999 | 2000 | 2001 | 2002 | 2003 | 2004 | 2005 | 2006 | 2007 | 2008 | 2009 | 2010 | 2011 | 2012 |
|  | Championnats d'Allemagne sur route        | ?    | ?    | 3e   | 2e   | 4e   | 10e  | 3e   | 1re  | ?    | 14e  | 21e  | ?    | 5e   | -    | -    | 2e   | 2e   | 1re  |
|  | Championnats d'Allemagne contre-la-montre | 2e   | 2e   | 2e   | 1re  | 1re  | 4e   | 1re  | ?    | 1re  | 1re  | 1re  | ?    | 3e   | 2e   | 2e   | 1re  | 1re  | 1re  |
|  | Championnats du monde sur route           | 50e  | -    | 72e  | 28e  | -    | 30e  | 4e   | 45e  | 8e   | 1re  | 35e  | 14e  | 21e  | 3e   | 6e   | 5e   | 59e  | 8e   |
|  | Championnats du monde contre-la-montre    | 16e  | -    | 3e   | 8e   | 6e   | 9e   | 5e   | 9e   | 2e   | 2e   | 4e   | 7e   | -    | 3e   | 4e   | 2e   | 1re  | 1re  |

### Grands tours

#### Grande Boucle
- 2001 : 3e[136]
- 2002 : 7e, vainqueur de la 2e étape. Porteuse du maillot de leader de la 2e à la 6e étape.
- 2003 : 3e, vainqueur des 7e, 10e et 13e étapes.

#### Tour de l'Aude
- 2001 : 2e, vainqueur de la 9e étape[137]
- 2002 : Vainqueur, vainqueur de la 6e étape. Porteuse du maillot de leader de la huitième à la neuvième étape.
- 2003 : Vainqueur. Porteuse du maillot de leader de la huitième à la neuvième étape.
- 2004 : 2e
- 2006 : 7e
- 2007 : 3e, vainqueur de l'étape 8a. Porteuse du maillot de leader de la deuxième étape à l'étape 8a.
- 2008 : 2e, vainqueur de la 9e étape. Porteuse du maillot de leader de la deuxième à la troisième étape. Vainqueur du classement de la meilleure grimpeuse.

#### Route de France
- 2010 : 2e, vainqueur de la 4e étape (contre-la-montre).

#### Tour d'Italie
- 2007 : 7e, vainqueur de la 6e étape[138]
- 2008 : 10e
- 2009 : Abandon (8e étape), vainqueur de la 6e étape
- 2010 : 2e
- 2011 : 3e
- 2012 : 6e

### Classements mondiaux
| Année          | 1998 | 1999 | 2000 | 2001 | 2002 | 2003 | 2004 | 2005 | 2006 | 2007 | 2008 | 2009 | 2010 | 2011 | 2012 |
| Classement UCI | 56e  | 13e  | 56e  | 2e   | 5e   | 3e   | 1re  | 3e   | 5e   | 3e   | 2e   | 10e  | 2e   | 3e   | 2e   |
| Coupe du monde |      | 21e  |      | 9e   | 18e  | 5e   | 18e  | 5e   | 4e   | 13e  | 1re  |      | 5e   | 4e   | 2e   |

## Distinctions
- Cycliste allemande de l'année : 1997, 2001, 2004 et 2011